# Francesca Pasquini
Pour les articles homonymes, voir Pasquini.
Francesca Pasquini [fʁɑ̃tʃɛska paskwini], née le 27 décembre 1981 à Viterbe (Italie), est une femme politique franco-italienne, membre d'Europe Écologie Les Verts, puis de Génération·s.
Elle est conseillère municipale d'Asnières-sur-Seine depuis 2020 et députée des Hauts-de-Seine de 2022 à 2024.

## Biographie
Francesca Pasquini naît le 27 décembre 1981 à Viterbe en Italie.
Francesca Pasquini est élue au conseil municipal d'Asnières-sur-Seine sur la liste « Choisir Asnières » lors des élections municipales de 2020.
Lors des élections législatives de 2022, elle se présente dans la deuxième circonscription des Hauts-de-Seine sous l'étiquette NUPES. Elle est élue au second tour avec 35,55 % des voix, dans une triangulaire face à Baï-Audrey Achidi (LREM-Ensemble) et Marie-Dominique Aeschlimann (LR-UDC),, et succède à la députée sortante LREM, Bénédicte Pételle.
Ses principaux centres d'intérêts portent sur l'éducation et les droits des enfants.
Le 2 mai 2024, l’Assemblée nationale valide la création de la commission d’enquête sur les violences sexuelles et sexistes sur les enfants dans le cinéma portée par Francesca Pasquini.
Le 23 mai 2024, elle annonce qu'elle rejoint Génération.s, le parti fondé en 2017 par Benoît Hamon, conservant son rattachement au groupe écologiste de l'Assemblée nationale.
À la suite de la dissolution de l'Assemblée nationale du 9 juin 2024, Francesca Pasquini annonce le 12 juin se porter candidate sur sa circonscription sous la bannière du Nouveau Front populaire et est officiellement investie le 13 juin.
Le Républicain Thomas Lam la bat au second tour, où elle s'était qualifiée en seconde position.

## Prises de position

### Violences sexuelles et sexistes sur les enfants dans le cinéma
Francesca Pasquini est à l'initiative de la création de la commission d’enquête sur les violences sexuelles et sexistes sur les enfants dans le cinéma.
Le 2 mai 2024, la proposition de résolution est approuvée à l'unanimité par les membres de la chambre basse du Parlement portant  la création d'une commission d'enquête parlementaire chargée pendant six mois d'évaluer « les abus et violences sexuelles commises dans le cinéma, l’audiovisuel, la mode, le spectacle vivant et la publicité ». Cet instant solennel était en présence de Judith Godrèche, qui était à l'origine de cette demande.
La proposition de résolution est cosignée par 75 députés de 9 groupes différents.
La dissolution de l’Assemblée nationale en juin 2024 n'a pas permis à la commission d’enquête de continuer son travail, alors qu'un rapport devait être remis le 6 novembre 2024.

## Résultats électoraux

### Élections législatives
| Année | Parti et coalition | Parti et coalition | Circonscription       | 1er tour | 1er tour | 1er tour | 2d tour | 2d tour | 2d tour | Issue  |
| Année | Parti et coalition | Parti et coalition | Circonscription       | Voix     | %        | Rang     | Voix    | %       | Rang    | Issue  |
| ----- | ------------------ | ------------------ | --------------------- | -------- | -------- | -------- | ------- | ------- | ------- | ------ |
| 2022  |                    | EÉLV (NUPES)       | 2e des Hauts-de-Seine | 10 465   | 27,41    | 1re      | 13 995  | 35,55   | 1re     | Élue   |
| 2024  |                    | G.s (NFP)          | 2e des Hauts-de-Seine | 20 683   | 39,53    | 2e       | 22 264  | 45,16   | 2e      | Battue |